# Bobby Blotzer
Robert John Blotzer, noto come Bobby Blotzer (Pittsburgh, 22 ottobre 1958), è un batterista statunitense, noto per essere stato membro dell'hair metal band Ratt.

## Biografia
Blotzer iniziò la sua carriera negli anni settanta, partecipando alla registrazione delle prime demo dei Dokken insieme a Juan Croucier. Lasciò il gruppo nel 1978, e per alcuni anni, sempre con Croucier, collaborò con vari musicisti, tra cui il chitarrista italiano Vic Vergeat, prima di unirsi ai Ratt nel 1982.
Con i Ratt, Blotzer collaborò per dieci anni, pubblicando dischi di successo come Out of the Cellar e Invasion of Your Privacy. Intorno alla metà degli anni ottanta, partecipò ad un'audizione per entrare nel gruppo di Ozzy Osbourne (altro partecipante illustre era Tommy Lee dei Mötley Crüe) ma la scelta, infine, cadde su Randy Castillo.
Negli anni novanta, con l'avvento del grunge, l'hair metal decadde e comportò lo scioglimento di molte formazioni del genere, tra cui i Ratt. Dopo la scissione del gruppo, Bobby diede vita ai Contraband con Share Pedersen delle Vixen e il chitarrista Michael Schenker. Inoltre, suonò in alcune tournée con Don Dokken.
Nel 1996 si riunì ai Ratt, ma continuò a collaborare ad altri progetti, come i Twenty 4 Seven di John Corabi, e il supergruppo Saints of the Underground, insieme a Keri Kelli, Robbie Crane e l'ex frontman dei Warrant, Jani Lane. Nel 2002 suonò per un breve periodo anche nei Montrose. Nel 2015 entrò in causa legale con i Ratt per aver utilizzato il nome della band in concerto, con una formazione chiamata Bobby Blotzer's Ratt Experience, senza gli altri membri originali. A seguito di ciò, è stato espulso dal gruppo e rimpiazzato da Jimmy DeGrasso.
Nel tempo libero, Blotzer si dedica allo sport ed è un appassionato di golf. Inoltre, pratica sci, tennis e bowling.

## Discografia

### Con i Ratt
EP
- 1983 – Ratt

Album in studio
- 1984 – Out of the Cellar
- 1985 – Invasion of Your Privacy
- 1986 – Dancing Undercover
- 1988 – Reach for the Sky
- 1990 – Detonator
- 1999 – Ratt
- 2010 – Infestation

Raccolte
- 1991 – Ratt & Roll 81-91
- 1997 – Collage
- 2002 – The Essentials
- 2003 – Ratt: Metal Hits
- 2005 – Rhino Hi-Five: Ratt
- 2007 – Tell the World: The Very Best of Ratt
- 2011 – Flashback with RATT

### Altri album
- 1981 – Vic Vergeat – Down to the Bone
- 1988 – Dweezil Zappa – My Guitar Wants to Kill Your Mama
- 1991 – Contraband – Contraband
- 1993 – Atsushi Yokozeki Project – Raid
- 1995 – Frederiksen/Phillips – Frederiksen/Phillips
- 2000 – Stephen Pearcy – Before and Laughter
- 2001 – Sebastian Bach – Bach 2: Basics
- 2002 – Twenty 4 Seven – Destination Everywhere
- 2008 – Saints of the Underground – Love the Sin, Hate the Sinner
- 2008 – Silent Rage – Four Letter Word

### Tribute album
- 1998 – Thunderbolt: A Tribute to AC/DC
- 1999 – Not the Same Old Song and Dance: Tribute to Aerosmith
- 2000 – Bat Head Soup: A Tribute to Ozzy